# Ga Ari BTS

Bảng hiệu Ga Ari

Ga Ari (tiếng Thái: สถานีอารีย์, phát âm [sā.tʰǎː.nīː ʔāː.rīː]) là một ga BTS Skytrain, trên Tuyến Sukhumvit ở quận Phaya Thai, Băng Cốc, Thái Lan. Nhà ga nằm trên Đường Phahonyothin tại nút giao Soi Ari (Soi Phahon Yothin 7), một khu vực có nhiều toà nhà văn phòng, chung cư, xe đồ ăn, và nhà hàng. Trụ sở chính của Bộ tài chính, Bộ Tài nguyên và Môi trường, và Bộ quan hệ công chúng cũng nằm trong phường năm thuộc khu vực Soi Ari gần Đường Rama VI, một khoảng cách ngắn về phía tây của nhà ga.